# Franz Ziereis
Franz Xaver Ziereis (München, 13 augustus 1905 – Gusen, 24 mei 1945) was Lagerkommandant (vertaling: kampcommandant) van concentratiekamp Mauthausen gedurende de Tweede Wereldoorlog.
Ziereis tekende in 1924 voor de Reichswehr als soldaat een contract voor twaalf jaar en verliet de Wehrmacht in 1936 in de rang van Feldwebel. Daarop werd hij SS-Obersturmführer in de Schutzstaffel (SS). In 1938 was hij betrokken bij de annexatie van Oostenrijk en in 1939 kreeg hij het commando over Mauthausen. Daarvoor had hij al enige tijd in kamp Buchenwald gewerkt.

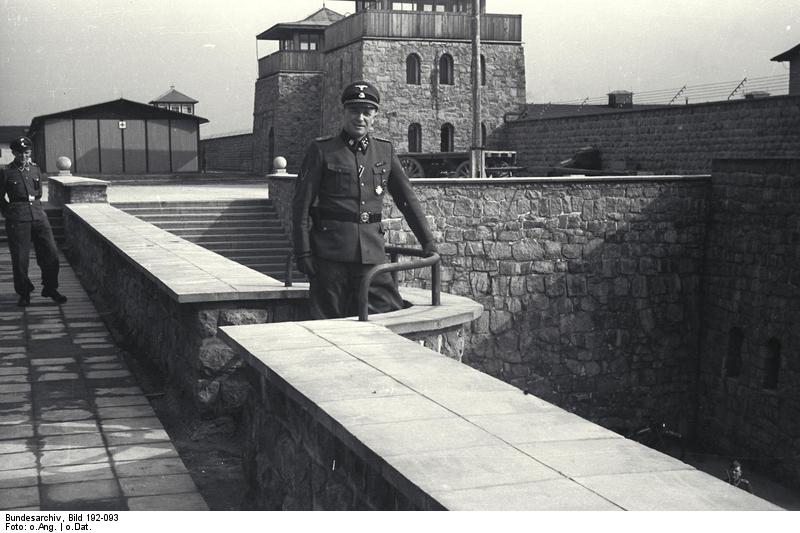
SS-Obersturmbannführer Franz Ziereis.

In 1944 werd Ziereis op grond van 'uitzonderlijke prestaties als Lagercommandant' bevorderd tot SS-Standartenführer.
Ziereis vluchtte samen met zijn vrouw op 3 mei 1945, maar werd op 20 mei bij zijn jachthut in Pyhrn door de Amerikaanse troepen gearresteerd. Bij een vluchtpoging werd hij geraakt door een kogel. In de daaropvolgende nacht werd Ziereis verhoord en werd zijn verklaring opgeschreven. Kort daarop overleed Ziereis aan zijn verwondingen. Zijn lichaam werd door voormalige gevangenen opgehangen aan het hek van het kamp.

## Carrière
Ziereis bekleedde verschillende rangen in zowel de Allgemeine-SS als Reichswehr. De volgende tabel laat zien dat de bevorderingen niet synchroon liepen.
| Datums            | Reichswehr    | Allgemeine-SS          |
| ----------------- | ------------- | ---------------------- |
| 1 april 1924      | Soldat        | —                      |
| 1936              | Unteroffizier | —                      |
| 1 oktober 1936    | —             | SS-Obersturmführer     |
| 12 september 1937 | —             | SS-Hauptsturmführer    |
| 23 augustus 1939  | —             | SS-Sturmbannführer     |
| 1 september 1941  | —             | SS-Obersturmbannführer |
| 20 april 1944     | —             | SS-Standartenführer    |

## Lidmaatschapsnummer
- NSDAP-nr.:  5 716 146
- SS-nr.: 276 998[3][2]

## Decoraties
- Kruis voor Oorlogsverdienste, 1e Klasse en 2e Klasse met Zwaarden[2]
- IJzeren Kruis 1939, 2e Klasse
- SS-Ehrenring[4]
- Ehrendegen des Reichsführers-SS[3]
- Duits Ruiterinsigne in brons[2]
- Duits Kruis in zilver in 1944[2]